# Stade Antonio-Bianco
Le stade Antonio-Bianco (en italien : Stadio Antonio Bianco), également connu sous le nom de stade communal Antonio-Bianco (en italien : Stadio comunale Antonio Bianco) et auparavant connu sous le nom de stade Lido San Giovanni (en italien : Stadio Lido San Giovanni), est un stade de football italien situé dans la ville de Gallipoli, dans les Pouilles.
Le stade, doté de 4 868 places et inauguré en 1969, sert d'enceinte à domicile à l'équipe de football du Gallipoli Football 1909 Società Sportiva Dilettantistica.

## Histoire
Le stade ouvre ses portes en 1969 sous le nom de Stade Lido San Giovanni (du nom de l'établissement balnéaire voisin).
Il est rénové une première fois en 1979 (construction des virages et augmentation du nombre de marches de la tribune centrale), puis une seconde fois en 1994, année où il est rebaptisé en hommage à Antonio Bianco, personnalité locale.
Le stade est à nouveau rénové en 2005 lors de la montée du Gallipoli Calcio en Serie C2.

## Tribunes
- Tribune centrale (Tribuna Centrale) : 1 193 places
- Tribune visiteurs est (Tribuna Est Ospiti) : 949 places
- Tribunes séparées Prato (Distinti Prato) : 880 places
- Virage sud (Curva Sud) : 997 places
- Virage nord (Curva Nord) : 302 places
- Sièges handicapés (Disabili) : 22 places

## Événements

### Concerts
| Date         | Artiste                         |
| ------------ | ------------------------------- |
| 18 août 1983 | Vasco Rossi & Steve Rogers Band |
| 12 juin 2018 | Carl Brave x Franco126          |